# 莫夕亞-聖哈維爾機場
莫夕亞-聖哈維爾機場（西班牙語：Aeropuerto de Murcia-San Javier）是位于西班牙莫夕亞東南35km处聖哈維爾的空军基地，由西班牙空军所有。它曾经是一个民用机场，在经过一系列的推迟延误后，机场的民航功能在2019年1月15日被新启用的穆尔西亚地区国际机场所取代。

## 歷史
1930年代初期，建設軍用機場。1995年，開放民用。

## 航空公司和目的地
在2019年1月14日以后，所有的民航线路全部转移到穆尔西亚地区国际机场。在此之前，前往此处的航线主要是由诸如捷特二航空和瑞安航空等廉价航空公司营运的。

## 外部連結
- 穆尔西亚-圣哈维尔机场官方网站 （页面存档备份，存于）（西班牙文）（英文）（德文）
- Goldcar Rental （页面存档备份，存于）租车
- Europcar （页面存档备份，存于）租车
- Firefly （页面存档备份，存于）租车